# Piton de la Fournaise
Piton de la Fournaise (tradução do francês significaria Pico da Fornalha) é um vulcão em escudo na parte oriental da ilha de Reunião, departamento ultramarino da França. 
É presentemente um dos mais ativos vulcões do mundo, em conjunto com o Kīlauea (no Arquipélago Havaiano) (Oceano Pacífico), o Stromboli e o Etna (Itália) e o Monte Érebo (Antártica). Uma erupção recente iniciou-se em agosto de 2006 e terminou em janeiro de 2007. O vulcão teve nova erupção em fevereiro de 2007, e em 21 de setembro de 2008. Mais recentemente, uma erupção aconteceu em 9 de dezembro de 2010 e durou dois dias.
O Piton de la Fournaise é conhecido localmente como le Volcan (O Vulcão), e é uma atração turística importante da ilha de Reunião, existindo caminhos marcados mas cujo acesso é regulamentado para evitar acidentes pessoais.
A frequência das erupções e escoadas renova constantemente a topografia da montanha e das suas vertentes, e mantêm as paisagens sob o domínio mineral. A flora adapta-se, com a colonização vegetal a começar logo que a lava arrefece. Os líquenes são em geral os primeiros a instalar-se, seguidos dos fetos.

Mapa das escoadas de lava 1972-2000

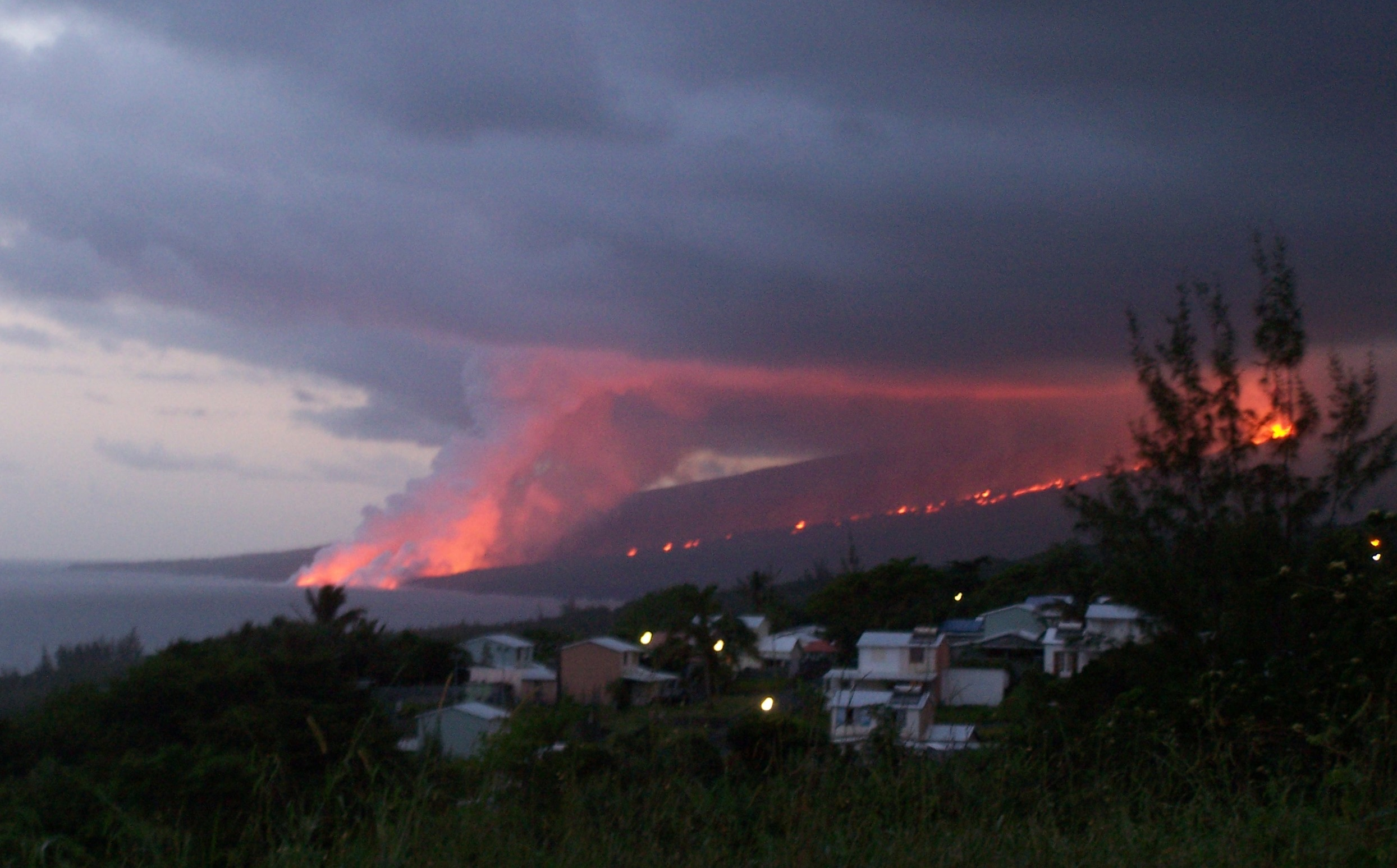
O Piton de la Fournaise em erupção, abril de 2007

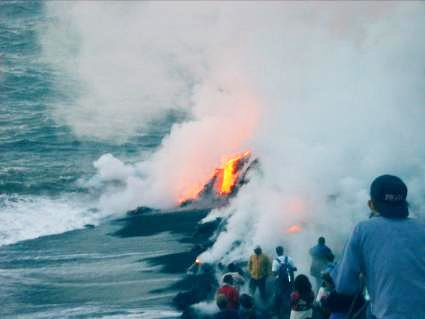
Escoada no mar, atraindo turistas e curiosos

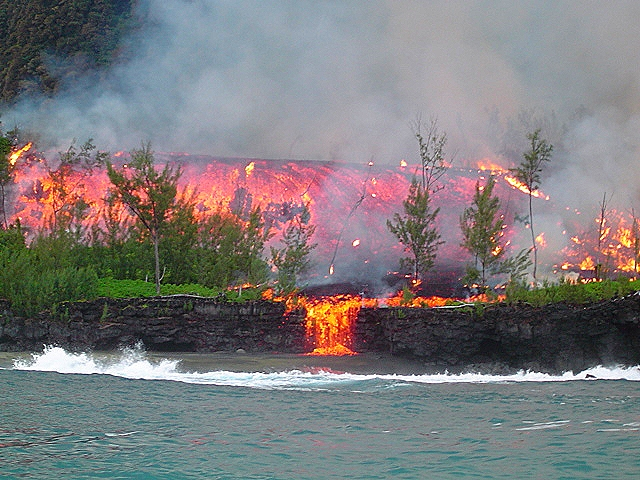
Escoada no mar

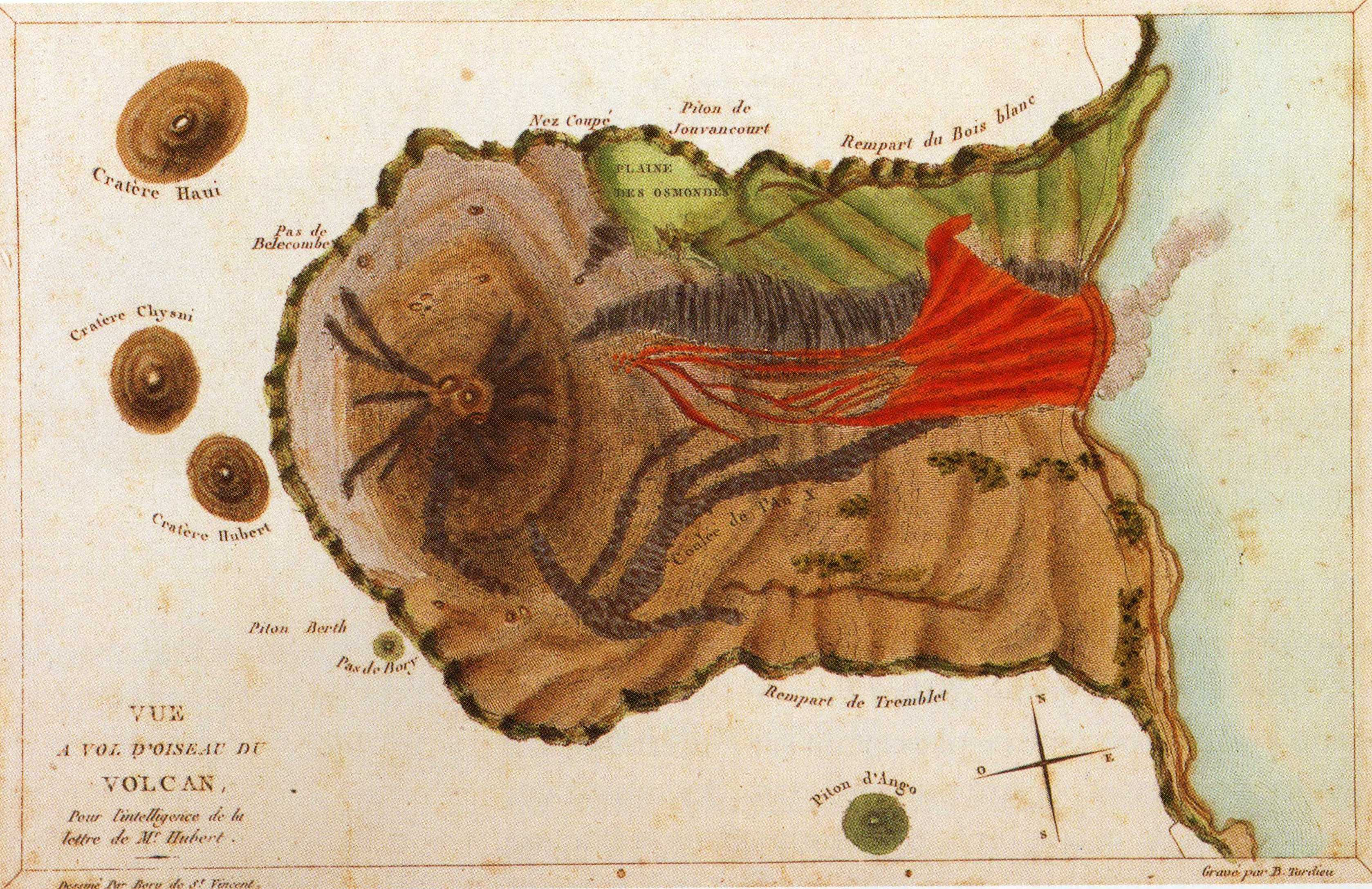
O Piton de la Fournaise desenhado por Bory de Saint-Vincent após a erupção do de 1801

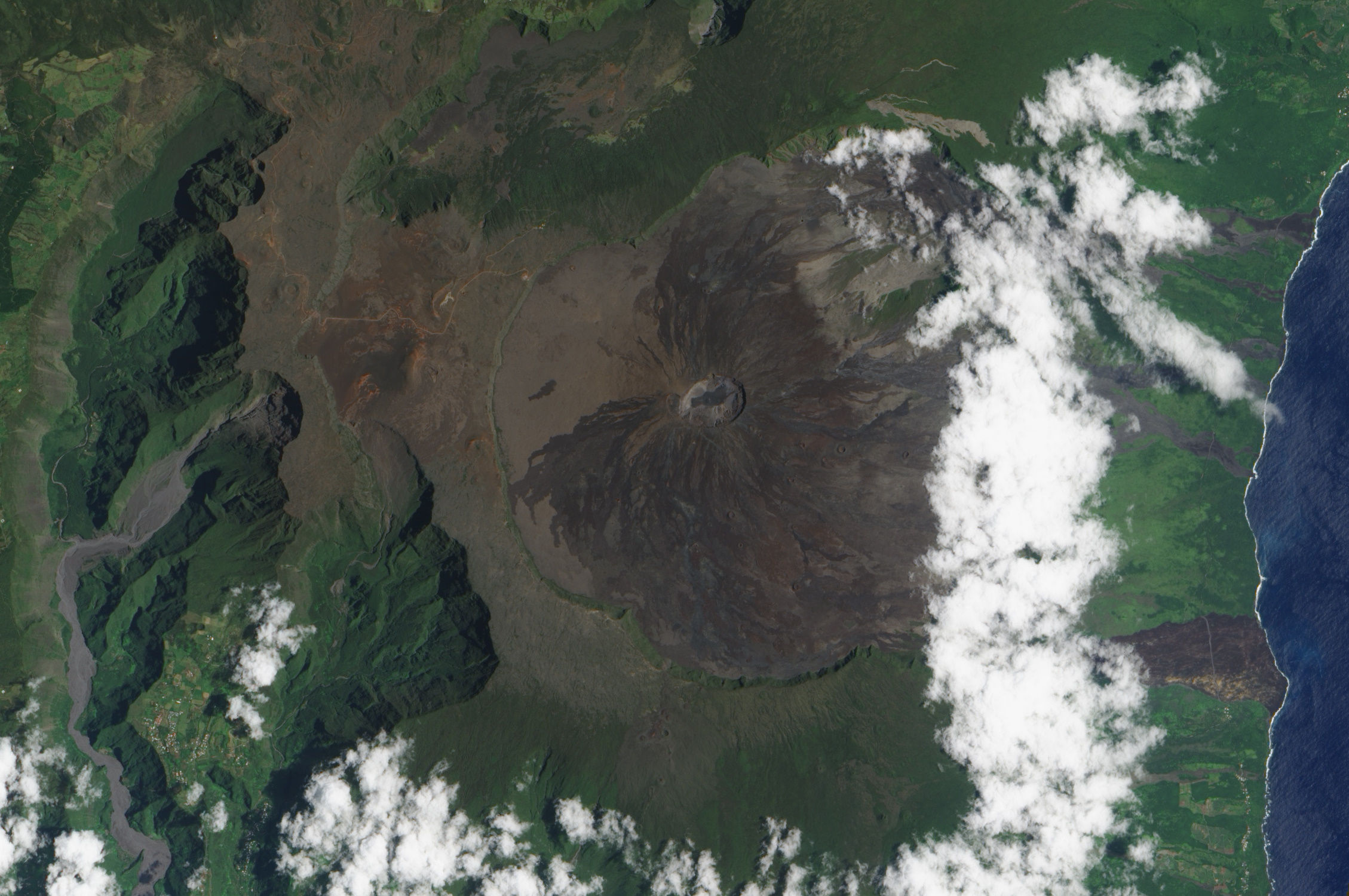
O Piton de la Fourniase visto do espaço em 16 de janeiro de 2009.

A primeira ascensão da qual há relato escrito foi feita pelo cavaleiro Andoche Dolnet de Palmaroux, em 21 de setembro de 1751 A descrição dos lugares é fraca, mas segundo o registo, há relato da vista de uma só cratera vulcânica.
Uma outra expedição, de outubro de 1768, levou à descoberta do passo de Bellecombe, do nome do governador da ilha de então, que participou na expedição. Conhecem-se desta dois registos, um detalhado e escrito por um dos principais protagonistas, o intendente do rei, Honoré de Crémont e publicado em 1770 e no qual a chegada ao cume é relatada assim:
| “ | À peine eûmes nous fait 50 pas que nous arrivâmes ſur une petite éminence d'où nous apperçumes bien à découvert la bouche du Volcan à une grande portée de fuſil ; je ne puis exprimer la joie que je reſſentis d'avoir rempli, même au-delà de mes eſpérances, l'objet de mon voyage : car je ne m'attendois pas de le voir ſitôt & de ſi près. Nous reſtâmes ſur cette petite hauteur pour contempler à loiſir cette fournaiſe. Il étoit environ dix heures & demie du matin quand nous y arrivâmes ; il faiſoit le plus beau temps du monde ; l'air étoit calme & le ciel ſerein. Le bruit qui frappoit nos oreilles reſſembloit à celui de 20 à 30 ſoufflets de groſſes forges... | ” |

A outra, mais sumária e menos elogiosa para M. de Crémont, transcrita por Bory de Saint-Vincent nas suas memórias de viagem : 
| “ | Après deux jours de marche, on se trouva aussi peu avancé que si l'on n'eût rien fait. On était rendu au bord de l'Enclos, et l'Enclos paraissait une barrière insurmontable. Dégoûté par ce nouvel obstacle, M. de Belecombe renonça à un dessein à demi exécuté, et revint sur ses traces. M. de Crémon, plus déterminé, promit six pièces de toile bleue aux noirs qui trouveraient un pas dans le Rempart. Après bien des recherches un esclave vint annoncer qu'il avait trouvé le pas. M. de Montfleury, Guichard et l'esclave y descendirent seuls avec l'intendant ; ce n'est qu'en tâtonnant qu'on s'éleva sur les pentes du cône. C'était une bouche située à peu près à l'endroit où se voit le mamelon Central et qui donnait des matières fondues. On en approchait quand M. de Montfleury s'aperçut que M. de Crémon, excédé de fatigue et de soif, ayant, faute d'eau, bu tout le rhum qui restait dans son flacon, ne pouvait plus se soutenir ; le robuste Guichard le chargea sur ses larges épaules et aidé du noir, le ramena sur la plaine des Sables, au risque de tomber mille fois et de se tuer avec son fardeau. | ” |

As primeiras expedições de caráter científico são as de 1771 e 1772 por Philibert Commerson (1727-1773) acompanhado por Lislet Geoffroy(1755-1836), este último ainda com menos de 17 anos.

O intendente do rei, Honoré de Crémont, fez outra vez parte da primeira equipa de 15 pessoas que partiu de Baril(na atual comuna de Saint-Philippe).

Só há registo destas visitas em documentos dispersos (notas, croquis, correspondência e coleções) pois Commerson morreu em 1773 sem ter nada publicado. Escreveu ao seu cunhado, o cura Beau:
| “ | avoir été à l'escalade du volcan enflammé jusqu'à la hauteur de sa butte, en avoir essuyé une bouffée, une flamme veloutée qui n'a fait que m'effleurer à la vérité, mais qui a atteint très vivement celui qui me suivait… | ” |

Lislet relata igualmente:  
| “ | L’Enclos est un rempart qui entoure le Volcan de trois côtés, il a à peu près la forme d’un fer à cheval, au sommet duquel serait la Montagne du Volcan, de la figure d’un cul de chapeau; là, sa largeur est environ de cinq quarts de lieue, s’écartant irrégulièrement en descendant vers la mer par une pente rapide | ” |

Em 1791, uma explosão no cume rebenta, seguida de uma enorme coluna vertical de fumo negro, que cobre a região. Uma expedição organizada por Alexis Bert na qual participam Jean-Joseph Patu de Rosemont (1767-1818) e Joseph Hubert (1747-1825) vai até o vulcão. Bert atinge o cume em 29 de julho e constata a formação de uma cratera de colapso:
| “ | ... obronde, de cent toises environ de diamètre, et de cent vingt pieds de profondeur ; ses parois étaient formées de couches horizontales distinctes, rouges et comme interrompues : entre plusieurs de ces couches, sortaient des vapeurs qui avaient l'odeur de l'acide vitriolique fumant. Le fond n'était qu'un amas de scories et de débris, d'où s'échappaient çà et là des fumées sulfureuses qui avaient coloré en jaune plusieurs parties de la fournaise | ” |

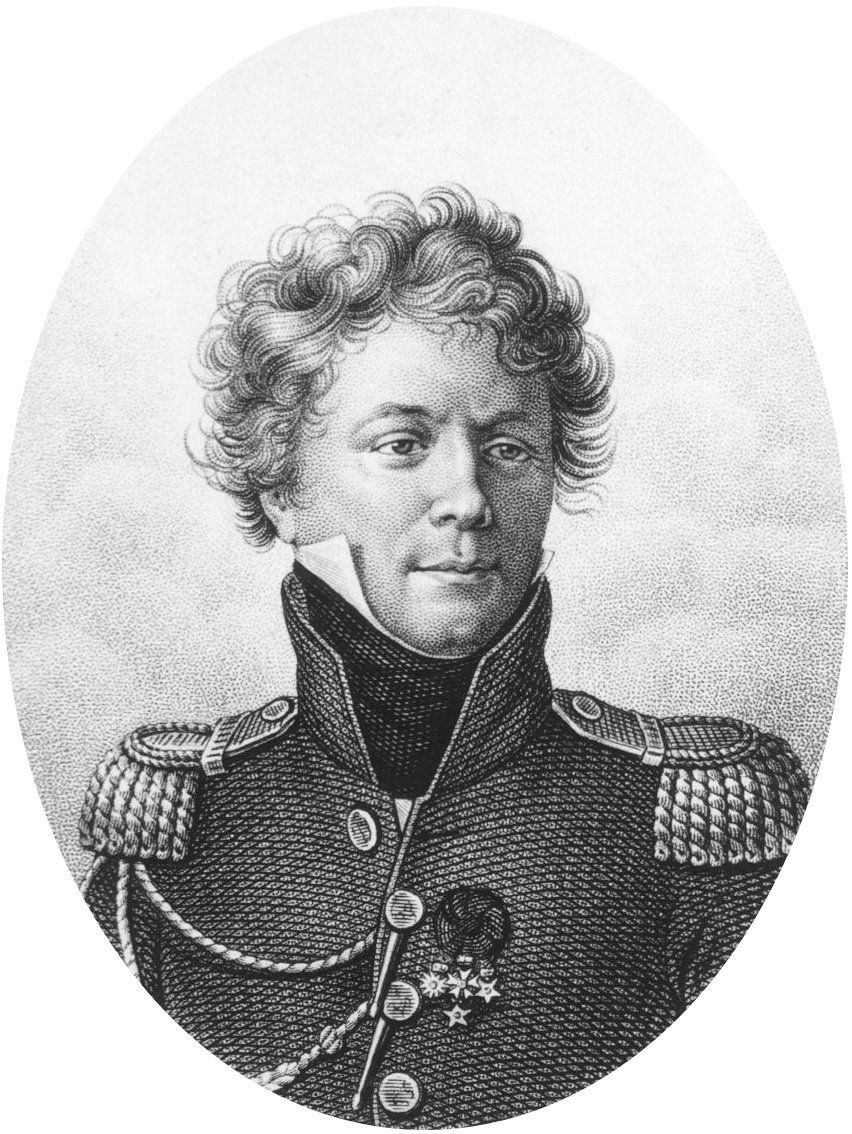
Jean-Baptiste Bory de Saint-Vincent

Só em 1801 com a expedição Baudin é que uma verdadeira missão de reconhecimento geral sob a direção de Jean-Baptiste Bory de Saint-Vincent (1778-1846), então com apenas 23 anos, visita o Piton de la Fournaise. A partida para a primeira ascensão foi em Piton Sainte-Rose em 25 de outubro. Bory, Jouvancourt e seus companheiros passam por Bois-Blanc, o Rempart de Bois-Blanc até ao Trou Caron, juntando-se ao pé do piton de Crac onde instalam um acampamento, exploram a planície des Osmondes. Bory atinge em 28 de outubro de 1801 à uma hora da tarde o "Mamelon central" que, situado entre a cratera Bory e o Dolomieu, marcava então o cume do vulcão e corresponde a um cone eruptivo de 1766. Uma erupção ocorre nesse momento sob os pés dos visitantes na cratera Dolomieu:
| “ | À nos pieds du fond d'un abîme elliptique, immense, qui s'enfonce comme un entonnoir, et dont les parois formées de laves brûlées qu'entrecoupent des brisures fumantes, menacent d'une ruine prochaine, jaillissent deux gerbes contiguës de matières ignées, dont les vagues tumultueuses, lancées à plus de vingt toises d'élévation, s'entrechoquent et brillent d'une lumière sanglante, malgré l'éclat du soleil que ne tempérait aucun nuage. | ” |

Bory vai de novo ao cume da Fournaise (sempre em erupção na cratera Dolomieu) em 20 de novembro de 1801. A partir daí faz descrições topográficas completas, uma síntese das observações anteriores, desenhos que ficariam célebres e tenta explicar os fenómenos vulcânicos.